# Gelbkehlsperling

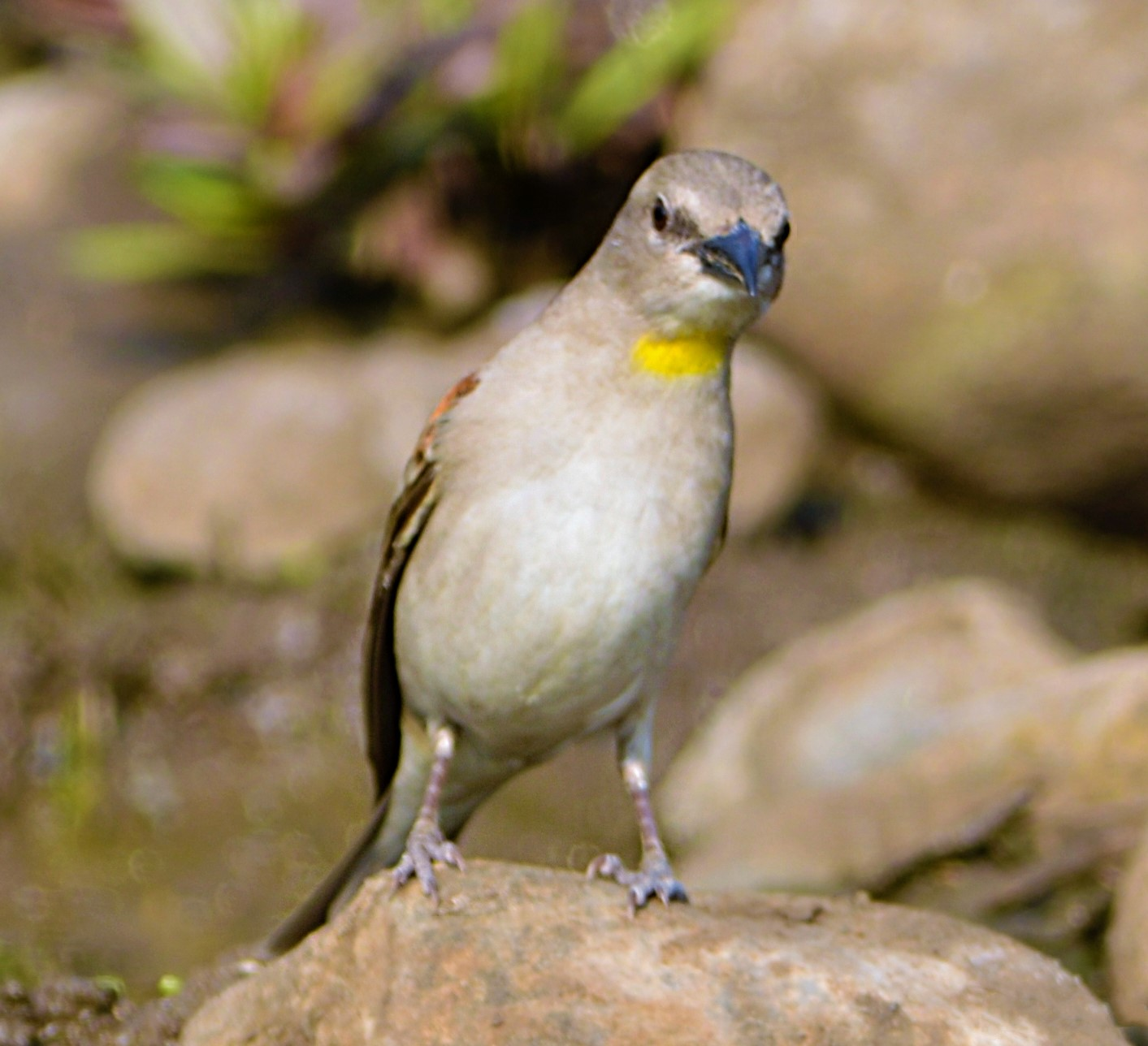
Mit sichtbarer gelber Brust

Der Gelbkehlsperling (Gymnoris xanthocollis, Syn.: Fringilla xanthocollis) ist eine Vogelart aus der Familie der Sperlinge.
Die Art wurde früher als konspezifisch mit dem Sahelsteinsperling (Gymnoris pyrgita) angesehen.
Der lateinische Artzusatz kommt von altgriechisch ξανθός xanthos, deutsch ‚gelb‘ und lateinisch collis ‚Kehle‘.
Der Vogel kommt in Asien in Ägypten, Afghanistan, Indien, Katar, Nepal, Oman, Pakistan, Saudi-Arabien, Syrien und in der Türkei vor.
Das Verbreitungsgebiet umfasst offene Lebensräume und baumbestandene niedrige Hügel, Flussläufe, dichtes Buschwerk, auch Kulturflächen bis 1500 m, gerne mit Brachystegia, in der Nähe von Ortschaften.

## Merkmale
Die Art ist 12–14 cm groß, wiegt zwischen 14 und 20 g, eher ein eintönig blasser, grauer bis erdbrauner, kleiner Sperling mit relativ langem und schlankem Schnabel. Das Männchen ist überwiegend olivgrau auf der Oberseite und blassbraun auf der Unterseite. Charakteristisch sind die kastanienbraunen Schulterflecken, zwei weißliche Flügelbänder und ein zitronengelber „Daumenabdruck“ auf der Kehle. Das Weibchen hat keinen Kehlfleck und blassere Schulterflecken.
Jungvögel haben gleichfalls keinen Kehlfleck. Die Art ist dunkler braun als der Sahelsteinsperling, grenzt sich auch ab durch einen langen weißen Überaugenstreif.

## Geografische Variation
Es werden folgende Unterarten anerkannt:
- G. x. transfuga E. J. O. Hartert, 1904 – Südosten der Türkei, Syrien, Irak, Kuwait, Ostoman, Iran, Südwesten Afghanistans und Südpakistan; überwintert im Nordwesten Indiens
- G. x. xanthocollis (E. Burton, 1838), Nominatform – Ostafghanistan und Nordpakistan östlich bis Südnepal sowie Indien

## Stimme
Der Ruf des Männchens wird als schnelle oft wiederholte Reihe von 3–4 zwitschernden „chilp“ oder „chirrup“ beschrieben, ähnlich dem Haussperling, aber angenehmer.

## Lebensweise
Die Nahrung besteht hauptsächlich aus Pflanzensamen, auch kleinen Beeren und Nektar. Die Art tritt in Gruppen, im Winter in großen Schwärmen auf.
Die Brutzeit liegt zwischen April und Juli in Afghanistan, hauptsächlich zwischen Februar und Mai in Indien. Das Nest wird in 3–15 m Höhe, gerne in alte Specht oder Barbet Bruthöhlen vom Weibchen gebaut. Das Gelege besteht aus 3–4 blass grünlich weiß gefleckt und bräunlich gestreiften Eiern. Beide Altvögel teilen sich die Brutaufgaben.
Im nördlichen Verbreitungsgebiet ist der Vogel ein Sommergast.

## Gefährdungssituation
Der Bestand gilt als nicht gefährdet (Least Concern).